# Geología ambiental

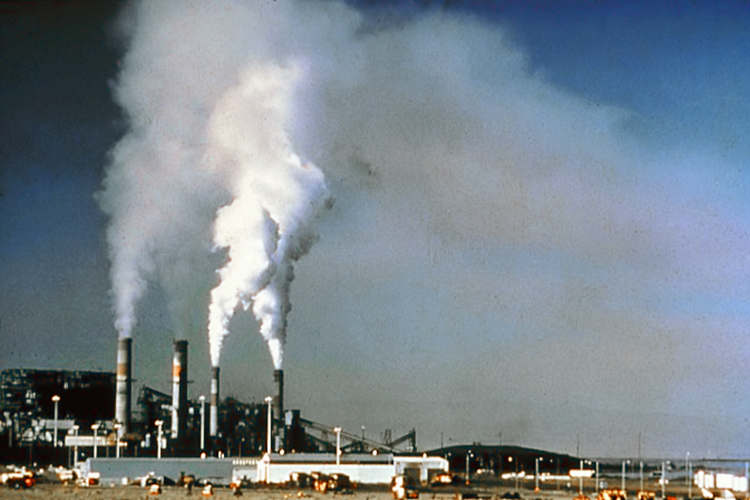
Fotografía de una fábrica de desechos. Ejemplo de la geología ambiental.

La geología ambiental, como la hidrología, es un campo multidisciplinar de aplicación científica que está relacionado con la ingeniería geológica y de alguna forma con la geografía ambiental, todas ellas implicadas en el estudio de la interacción de los humanos con el entorno geológico incluyendo la biosfera, la litosfera, la hidrosfera, y hasta cierto punto, la atmósfera terrestre. 
Incluye:
- la administración geológica e hidrológica de recursos como los combustibles fósiles, los minerales, el agua (tanto de la superficie como subterránea) y el uso de la tierra;
- la definición y suavización de los efectos de los peligros naturales para las personas;
- el control de los residuos domésticos e industriales y la minimización o destrucción de los efectos de la contaminación;
- la organización de actividades de concientización.

Campos de estudio
- Hidrología  Estudio de la distribución del agua en la Tierra, de sus propiedades y comportamiento.

Tipos:
-Hidrología superficial: es la rama que se encarga de estudiar los fenómenos y procesos hidrológicos que ocurren en la superficie terrestre, en especial de los flujos        
terrestres.
-Hidrología subterránea o hidrogeología: Estudio del origen, localización, flujo, comportamiento y características de las aguas subterráneas, su 
recarga y interacción con cuerpos geológicos.
- Geomorfología

Estudio de la evolución del relieve de la superficie de la Tierra y sus causas.
Tipos: 
-Dinámicas fluvio-torrenciales. 
-Dinámicas Kársticas.
-Dinámicas litorales.
-Dinámicas gravitacionales.

-Dinámicas periglaciares y glaciares.
- Datos: Q2348608